# Talbutal
Il talbutal è un barbiturico caratterizzato da una durata d'azione breve-intermedia e utilizzato a scopi analgesici, sedativi e ipnotici.
È commercializzato come Latusate, Lotusate o Profundol.

## Meccanismo d'azione
Il talbutal lega un canale ionico per il cloro del Recettore GABA A, aumentando il tempo di apertura e prolungando, pertanto, l'effetto post-sinaptico del GABA.

## Sovradosaggio
Come per gli altri barbiturici, il sovradosaggio può portare a coma e morte. Le manifestazioni cliniche sono classicamente neuro-psichiatriche, dalla semplice sonnolenza, alla confusione mentale, depressione respiratoria, ipotensione e shock.